# Nylanderia bruesii
Nylanderia bruesii is een mierensoort uit de onderfamilie van de schubmieren (Formicinae). De wetenschappelijke naam van de soort is voor het eerst geldig gepubliceerd in 1903 door Wheeler, W.M..